# Aspidoscelis velox
Aspidoscelis velox là một loài thằn lằn trong họ Teiidae. Loài này được Springer mô tả khoa học đầu tiên năm 1928.